# Salome (film)
Salomé är en amerikansk film från 1923 i regi av Charles Bryant. Filmen hade premiär 15 februari 1923 i USA.
Salome, styvdotter till Herodes Antipas, dansar de sju slöjornas dans för sin styvfar vid en fest. Som belöning får hon önska sig vad hon vill. Hon ber om Johannes döparens huvud på ett fat. Salome är kär i honom men han avvisar henne och hon vill då hämnas.

## Rollista
- Mitchell Lewis - Herodes, Tetrark av Judeen
- Alla Nazimova - Salome, Herodes styvdotter
- Rose Dione - Herodias, Herodes fru
- Earl Schenck - Narraboth, chefsvakt
- Arthur Jasmine - Page hos Herodes
- Nigel De Brulier -	Johannes döparen
- Frederick Peters - Naaman
- Louis Dumar - Tigellinus